# Jan Benzien
Jan Benzien, född den 22 juli 1982 i Giessen, Tyskland, är en tysk kanotist.
Han tog VM-guld i C-1 i slalom 2013 i Prag.